# Surmonter la peur
 (mai 2022).
Si vous disposez d'ouvrages ou d'articles de référence ou si vous connaissez des sites web de qualité traitant du thème abordé ici, merci de compléter l'article en donnant les références utiles à sa vérifiabilité et en les liant à la section « Notes et références ».
Pour plus de détails, voir Fiche technique et Distribution.
Surmonter la peur (en tibétain : Jigdrel, en anglais : Leaving Fear Behind, aussi connu sous le titre Leaving Fear behind: I Won't Regret to Die) est un court film documentaire suisse qui a été réalisé par le cinéaste amateur Dhondup Wangchen.
L’objectif de Dhondup Wangchen est de réfuter les allégations des autorités chinoises selon lesquels les critiques sur la situation au Tibet ne proviennent que des Tibétains en exil.
Le film est produit par Film for Tibet et Dhondup Wangchen. 

## Film
Le film se déroule principalement dans l'est du Tibet, montrant un aperçu de la vie du peuple opprimé au Tibet.
Dans le film les gens sont interrogés sur ce qu’ils pensent vraiment de la Chine, du Dalaï Lama et des Jeux olympiques à venir. 

## Historique
Avec un moine du monastère de Labrang, Golog Jigmé (aussi appelé Jigme Gyatso), Dhondup Wangchen a travaillé en secret pour ce film documentaire. 
Le documentaire est composé exclusivement de séquences créées par le cinéaste amateur tibétain Dhondup Wangchen.
Il a fait le documentaire en réponse à des spectacles médiatiques entourant les Jeux olympiques d'été de 2008 à Pékin.
Le but de Wangchen était d’attirer l'attention du monde extérieur, à un moment où la Chine était au centre de l'attention des médias, et de réfuter les allégations des autorités chinoises selon lesquelles les critiques proviendraient exclusivement des Tibétains en exil. 
Le film a été tourné lors d’un voyage de Wangchen à travers le Tibet.
Il a proposé aux personnes interrogées d'être masquées à l'image, mais la plupart des gens ont choisi de ne pas cacher leur visage.
Au total, entre octobre 2007 et mars 2008, il a réalisé 35 heures de tournage, au montage, le documentaire fait 25 minutes. Wangchen lui-même était inexpérimenté, mais a appris par lui-même les techniques de base du tournage d’un film.
Le tournage du film a été achevé début mars 2008, juste avant que n’éclatent d’ importantes manifestations des Tibétains. Wangchen a ensuite été arrêté et fut emprisonné l'année des Jeux Olympiques de 2008. Avant que le film ne soit rendu public, il a envoyé clandestinement sa femme et ses enfants à l'étranger.